# Baimak jezik
Baimak jezik (ISO 639-3: bmx), transnovogvinejski jezik iz Papue Nove Gvineje kojim govori oko 650 ljudi (2003 SIL) u provinciji Madang, zapadno od grada Madang.
Jedan je od devetnaest jezika Croisilleske podskupine Hanseman. Srodan je ejziku gal [gap].

## Vanjske poveznice
- Ethnologue (14th)
- Ethnologue (15th)